# Calldetenes
Calldetenes är en kommun i Spanien.   Den ligger i provinsen Província de Barcelona och regionen Katalonien, i den östra delen av landet, 500 km öster om huvudstaden Madrid. Antalet invånare är 2 441. Arean är 5,8 kvadratkilometer. Calldetenes gränsar till Folgueroles, Sant Julià de Vilatorta, Santa Eugènia de Berga och Vic. 
Terrängen i Calldetenes är platt.